# 小切手詐欺
小切手詐欺（こぎってさぎ）は、代表的な詐欺の手法のひとつ。

## 手口
もっとも典型的な手口は第三者をだまして偽造小切手あるいは盗難小切手を換金させる手口。また、たとえ自己の小切手であっても、クレジットカード詐欺事犯と同じく、当該代金を支払える預金残高が口座にないことを知りながら小切手を切ることも該当するため、小切手を使う口座（日本でいうところの当座預金等）の残高は常に把握するよう注意を要する。 
最近では海外銀行の小切手が用いられることも多い。 

## 関連記事
- 手形詐欺
- 『世界をだました男』（著：フランク・W・アバグネイルJr.、スタン・レディング、新潮文庫）：稀代の詐欺師アグバネイルの自伝。
- 映画『キャッチ・ミー・イフ・ユー・キャン』（2002年、アメリカ、主演：レオナルド・ディカプリオ、トム・ハンクス）：上記本の映画化。